# タープラ駅
タープラ駅（タイ語：สถานีท่าพระ）は、タイ王国バンコク都バーンコークヤイ区タープラ交差点にあるバンコク・メトロ（MRT）ブルーラインの駅。駅番号は「BL01」。
同線が6の字型であるため、ラックソーン方面（放射線）と環状線（タープラ-バーンスー-スクムウィット-フワランポーン-タープラ間）との接続駅で、タオプーン方面からの列車は当駅止まりとなる。

## 歴史
- 2019年
  - 7月29日 - ブルーライン・フワランポーン - タープラ試運転開通と同時に営業開始[1][2]により、U2階部分の併用開始。
  - 9月29日 - 正式開業。
  - 12月23日 - ブルーライン・タープラ - シリントン試運転開始[3][4]により、U3階部分の併用開始。
- 2020年3月30日 - タープラ - シリントン - タオプーン間が正式開業。

## 駅構造

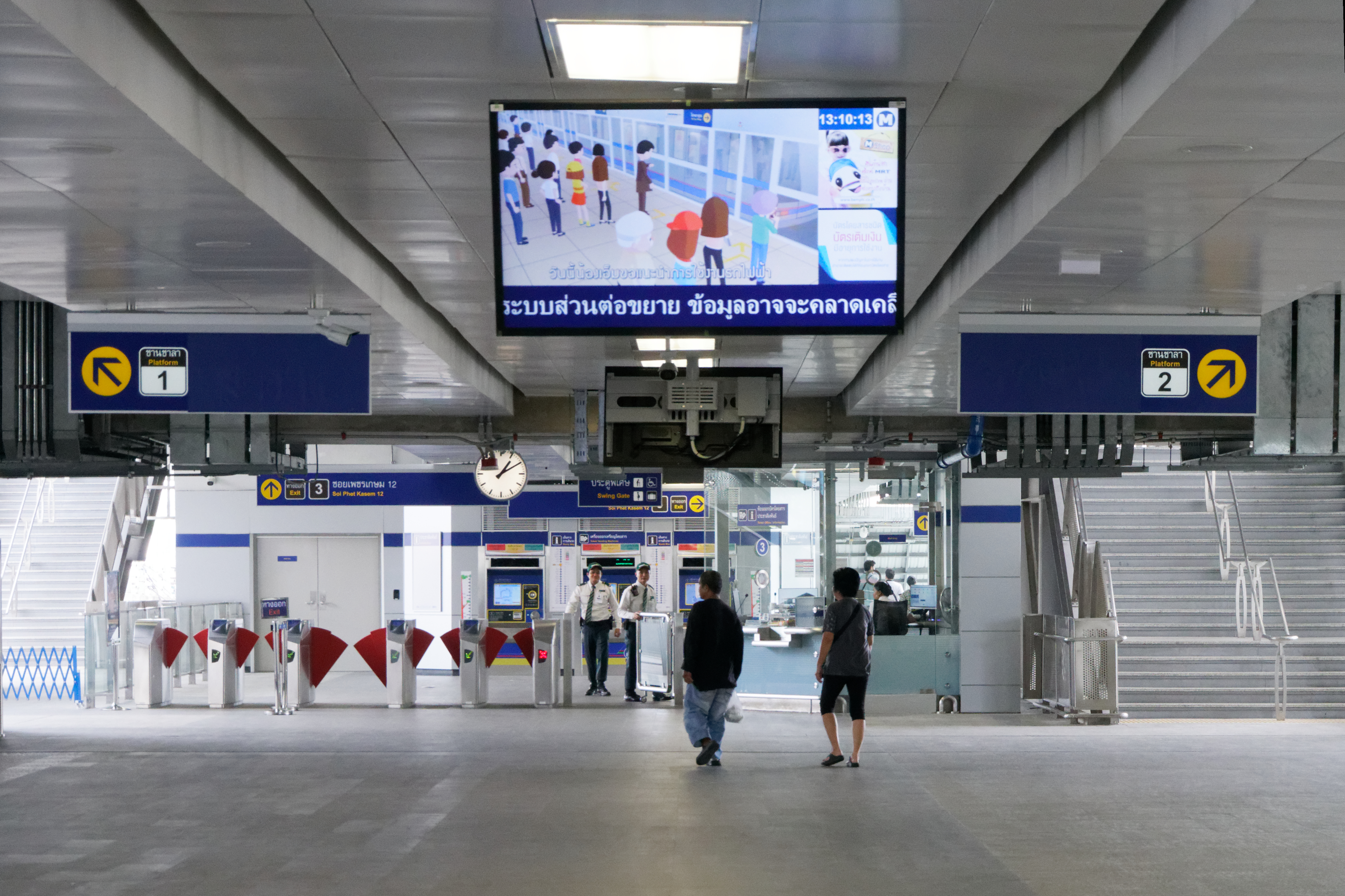
コンコース

タープラ交差点上にある高架駅。U1階（日本の2階相当）に改札階、U2階（日本の3階相当）に相対式ホーム2面2線（1・2番線）、U3階（日本の4階相当）に島式ホーム1面2線（3・4番線）を配置する三層構造となっている。U2階とU3階はホームが十字に上下に重なっている。

### のりば
| 番線 | 路線         | 行先                                                          | 階層 |
| ---- | ------------ | ------------------------------------------------------------- | ---- |
| 1    | ブルーライン | バーンワー・ラックソーン方面                                  | U2F  |
| 2    | ブルーライン | イサラパープ・フワランポーン・バーンスー・タープラ方面        | U2F  |
| 3・4 | ブルーライン | 当駅始発 ジャラン13・タオプーン・バーンスー・ラックソーン方面 | U3F  |

## 駅周辺
- タープラ交差点（タイ語版、英語版）
- ワット・タープラ（タイ語版）
- ワット・プラドゥーナイソンタム（タイ語版）
- タープラ市場
- タプラ・ルン・ルエン市場

## 隣の駅
バンコク・メトロ
 ブルーライン
タオプーン方面
タープラ駅 (BL01) - ジャラン13駅 (BL02)
ラックソーン・フワランポーン方面
イサラパープ駅 (BL32) - タープラ駅 (BL01) - バーンパイ駅 (BL33)